# 순수 박물관
"순수 박물관"(튀르키예어: Masumiyet Müzesi)은 2008년 8월 29일에 출판된 튀르키예의 노벨상 수상자 소설가 오르한 파무크의 소설이다. 1975년에서 1984년 사이의 이스탄불을 배경으로 한 이 책은 부유한 사업가 케말과 그의 가난한 먼 친척인 퓌순 사이의 사랑 이야기를 담고 있다. 파무크는 소설을 준비하면서 유튜브를 이용해 튀르키예 음악과 영화를 검색했다고 말했다.